# Varicorhinus leleupanus
Varicorhinus leleupanus är en fiskart som beskrevs av Matthes, 1959. Varicorhinus leleupanus ingår i släktet Varicorhinus och familjen karpfiskar. IUCN kategoriserar arten globalt som sårbar. Inga underarter finns listade i Catalogue of Life.